# Innagajik
Innagajik [ˈinːaɣai(k)] (nach alter Rechtschreibung Ivnagajik „Erbärmlicher Abhang“; dänisch Kap Stewart) ist das Südostkap Jameson Lands  in der Kommuneqarfik Sermersooq an der Ostküste Grönlands.

## Geographie
Das Kap liegt am Kangertittivaq und markiert mit dem neun Kilometer östlich gelegenen Itterajivit (Kap Hope) die Mündung des Fjords Kangersaajiva (Hurry Inlet). Es ist wenig markant und – wie die gesamte Süd- und Westküste Jamesonlands – flach. Etwa 1,5 Kilometer nördlich befindet sich an der Mündung des Lakseelv die verlassene Siedlung Ittoritteq, 25 Kilometer östlich die Stadt Ittoqqortoormiit.

## Geschichte
Der britische Walfänger William Scoresby landete 1822 an der Ostküste Grönlands, befuhr den nach ihm benannten Scoresbysund und benannte Innagajik nach dem schottischen Philosophen und Mathematiker Dugald Stewart Cape Stewart. Nördlich davon entdeckte er die Reste von Wohnstätten, die später der Thule-Kultur zugeordnet wurden. Die erste dänische Expedition, die Innagajik erreichte, war die von Carl Ryder im Jahr 1891/92. Er hatte ursprünglich am Kap überwintern wollen, entschied sich vor Ort aber für den Naturhafen Hekla Havn bei der Insel Ujuaagajiip Nunaa (Danmark Ø). Als Ejnar Mikkelsen 1924/25 in Ittoqqortoormiit die Kolonie Scoresbysund gründete, wurden drei kleinere Siedlungen namens Uunarteq (Kap Tobin), Itterajivit (Kap Hope) und Ittoritteq (Kap Stewart) errichtet, wobei letztere nicht unmittelbar bei Innagajik, sondern etwa 1,5 km weiter nördlich lag. Diese wurde aber bald wieder verlassen.